# Жан Вальжан
Жан Вальжа́н (фр. Jean Valjean) — головний герой, протагоніст роману Віктора Гюго «Знедолені». Колишній каторжанин, засуджений на дев'ятнадцять років за крадіжку хліба для сім'ї своєї сестри. Жан Вальжан, а також інспектор поліції Жавер, що невідступно йшов за ним, стали архетипічними персонажами світової літератури. У романі Вальжан також відомий як 24601, дядечко Мадлен, 9430, Ультим Фошлеван, пан Леблан та Урбен Фабре.

## Образ в романі
Жан Вальжан народився у 1769 році в Фавролі, одній з провінцій департаменту Ена. Його батьки померли, коли він був ще дитиною, і його забрала до себе старша сестра Жанна. Чоловік Жанни помер у 1794 році, залишивши її з сімома дітьми. Взимку 1795 року, коли запаси провізії закінчилися, а один з синів Жанни важко захворів, Вальжан вкрав буханець хліба у місцевого булочника. Його засудили на п'ять років і відправили до в'язниці в Тулон, де він отримав номер 24601. За чотири спроби втечі, які він зробив у 1800 році (незадовго до фактичного закінчення терміну свого ув'язнення), 1802, 1806 та 1809 роках, йому в цілому додали дванадцять років, а також ще два роки за опір при арешті після другої втечі. Відбувши дев'ятнадцять років, він був звільнений, проте отримав так званий жовтий паспорт з відмітками, що свідчать про тюремне ув'язнення його власника. Згідно із законом, ув'язнені не могли вибирати собі місце проживання, і Жана Вальжана було відправлено до Понтарльє.
Вийшовши з в'язниці, Вальжан став ізгоєм через свій паспорт, який свідчив про те, що він колишній злочинець, хоча у той час сам Вальжан признавався, що роки в компанії запеклих злочинців його самого зробили таким. Єдиним, хто поставився до нього як до доброчесної людини, став єпископ дінський Мірієль, зустріч з яким змінює внутрішній світ Вальжана. Єпископ не видав Вальжана, коли той вкрав з його будинку родинне срібло, і сказав поліції, що сам віддав його йому. Після цього Вальжан розкаявся, ставши чесною та гідною людиною.
Звільнившись від жовтого паспорта, Вальжан вирішує почати життя з чистого аркуша, і під чужим ім'ям засновує у місті Монтрей свою швацьку фабрику, яка дуже скоро стає головним підприємством міста. Ще одна зустріч — зустріч із помираючою дівчиною Фантіною, яка раніше працювала на його фабриці і була звільнена з його вини, знову міняє життя Вальжана. Після її смерті він бере на себе роль батька юної Козетти, доньки Фантіни.
Протилежність Вальжана — інспектор Жавер. Відданий своїй справі та талановитий поліцейський, Жавер, свого роду капітан Ахав в «Мобі Діку» Германа Мелвілла — одержимий думкою упіймати Жана Вальжана і бачить його виключно найнебезпечнішим злочинцем. Не дивлячись на те, що Жан Вальжан — головний персонаж роману, він уперше з'являється тільки в другій книзі першої частини.

## Прототипи
Прототипом Жана Вальжана вважається Франсуа Відок — французький злочинець, що багато разів побував у в'язницях, який потім здійснив успішну кар'єру в поліції і був широко відомий своєю громадською діяльністю й добродійністю. Гюго співпрацював із Відоком в роботі над оповідання «Клод Ге» та повістю «Останній день засудженого до смерті». У «Знедолених», зокрема, з біографії Відока запозичено епізод з кошиком/возом: у 1828 році він врятував одного з працівників паперової фабрики, піднявши важкий кошик на плечі. Жан Вальжан так само рятує одного з городян, піднявши на плечі віз, яким його придавило.
Часто прототипом Вальжана називають реального каторжника Пітера Морена, який у 1801 році був засуджений до п'яти років тюремного ув'язнення за крадіжку буханця хліба.
Момент, коли Вальжан рятує матроса на «Оріоні», заснований на реальному випадку, хоча Гюго не був його свідком. Гюго майже в точності записав лист друга, змінивши лише кінцівку, де Вальжану вдається здійснити втечу. Декілька моментів біографії персонажа написано на основі власного досвіду письменника:
- У 1841 році Гюго врятував повію від арешту за напад, як і Жан Вальжан врятував Фантіну[4].
- 22 лютого 1846 року Гюго став свідком арешту людини, яка вкрала хліб. Розглядати це як джерело натхнення для біографії Вальжана і основи для роману не можна (роман було почато за кілька років до цього), проте виходячи з щоденникового запису письменника можна вважати, що сцена справила на нього незабутнє враження[4].
- У грудні 1851 року на барикадах сам Гюго приєднався до революціонерів проти Наполеона III, проте не взяв в руки зброї, а допомагав пораненим.

Число, присвоєне Вальжану на каторзі — 24601, може бути відсиланням до дня Св. Іоанна (24 червня). Примітний факт: на честь Жана Вальжана названо астероїд головного поясу 24601 Вальжан, і він має такий самий номер.
Жан Вальжан народився в тому ж році, що і Наполеон Бонапарт й роки його ув'язнення збігаються зі становленням влади Наполеона і наполеонівськими війнами (1796—1815).
Студентське повстання, у якому Вальжан бере активну участь, засноване на Червневому повстанні 1832 року.

## Вальжан в екранізаціях книги
Усі екранізації книги носили однакова назва — «Знедолені».
| Рік екранізації | Режисер           | Виконавець ролі Жана Вальжана | Країна                          |
| --------------- | ----------------- | ----------------------------- | ------------------------------- |
| 1913            | Альбер Капеллані  | Генрі Клаусс                  | Франція                         |
| 1958            | Жан-Поль Ле Шануа | Жан Габен                     | НДР, Франція, Італія            |
| 1964            | Сандро Болчі      | Гастоне Москін                | Італія                          |
| 1972            | Марсель Блюваль   | Жорж Жере                     | Франція                         |
| 1982            | Робер Оссейн      | Ліно Вентура                  | ФРН, Франція                    |
| 1995            | Клод Лелуш        | Жан-Поль Бельмондо            | Франція                         |
| 1998            | Білле Аугуст      | Ліам Нісон                    | Велика Британія, Німеччина, США |
| 2000            | Жозе Даян         | Жерар Депардьє                | Франція, Італія, Іспанія        |
| 2012            | Том Гупер         | Г'ю Джекмен                   | Велика Британія, США            |